# Izagaondoa
Izagaondoa – gmina w Hiszpanii, w Nawarze, o powierzchni 59,31 km². W 2011 roku gmina liczyła 183 mieszkańców.